# 锡茨比特尔
锡茨比特尔（德語：Siezbüttel）是德国石勒苏益格-荷尔斯泰因州的一个市镇。总面积4.08平方公里，总人口60人，其中男性34人，女性26人（2011年12月31日），人口密度15人/平方公里。